# Dolina Mihulcza

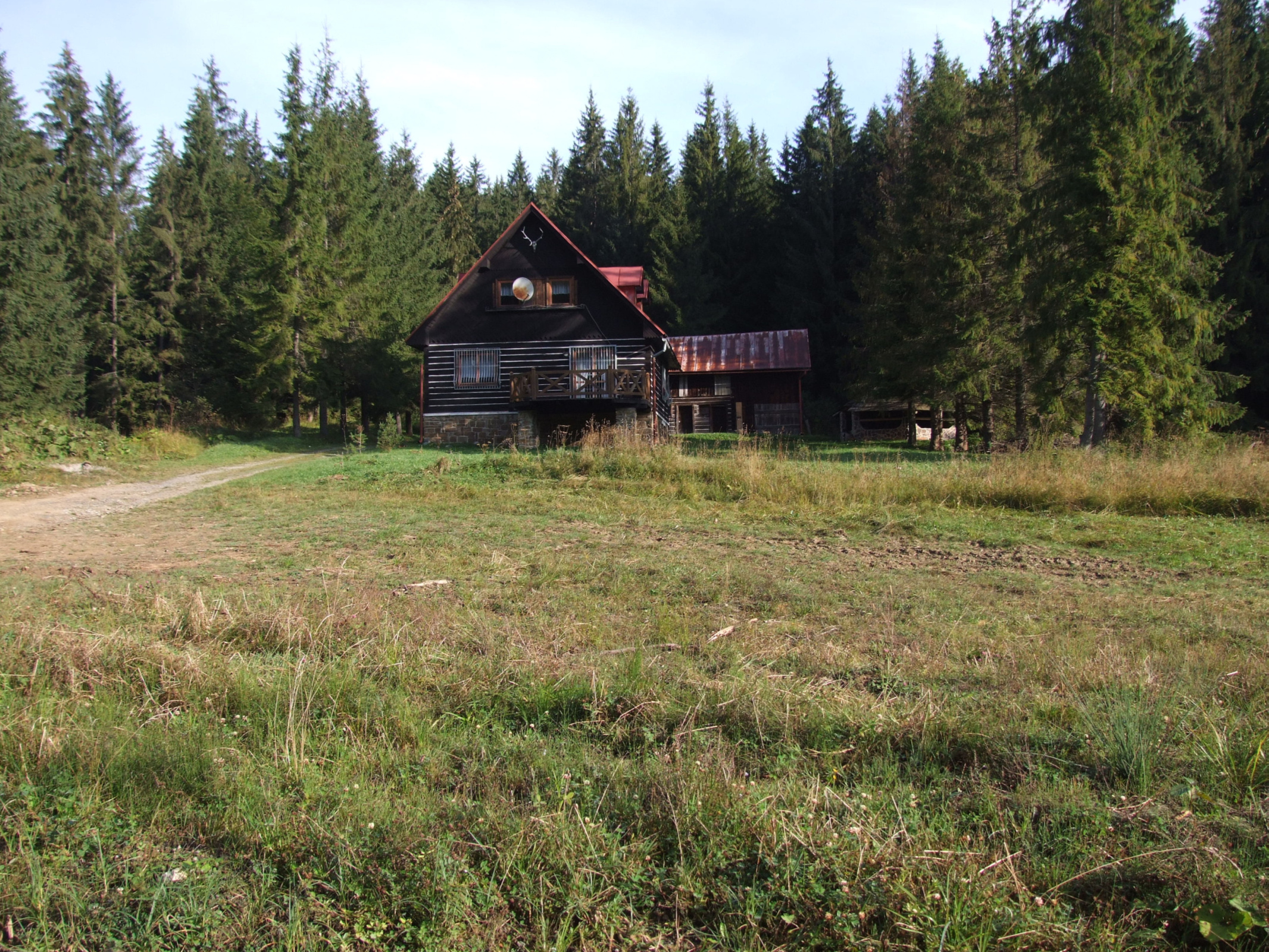
Leśniczówka w Dolinie Mihulczej

Dolina Mihulcza (słow. Mihulčia dolina) – dolina na Słowacji oddzielająca Tatry Zachodnie od Skoruszyńskich Wierchów. Jest jedną z ciągu dolin tworzących zachodnią część Rowu Podtatrzańskiego. Rozpoczyna się na przełęczy Borek na wysokości 940 m, skąd opada we wschodnim, a potem północno-wschodnim kierunku i uchodzi na wysokości około 830 m do Kotliny Orawickiej. Ma długość około 2 km. Jej orograficznie prawe zbocza tworzy grupa Osobitej, w którą wcinają się dwa boczne odgałęzienia – Dolina Zadnia Krzemienna i Mihulczy Żleb. Zbocza lewe należą do Skoruszyńskich Wierchów. Dnem doliny płynie Mihulczy Potok. Doliną Mihulczą prowadzi też szosa łącząca Orawice z Habówką.
Dolina Mihulcza jest całkowicie zalesiona i niezabudowana. Jedynie poniżej zboczy przełęczy Borek znajduje się polana Mihulčie z leśniczówką.